# Imilo Lechanceux
Imilo Lechanceux de son vrai nom Émile Ilboudo, né le 20 septembre 1988, est un chanteur, danseur et DJ burkinabé.  Sa musique s'inspire du coupé-décalé et de l’afrobeat. Il chante en français, mooré et dioula.

## Biographie

### Enfance et débuts
Émile Ilboudo naît le 20 septembre 1988 à Tiassalé, en Côte d'Ivoire. Il est le septième de huit enfants de Joany Ilboudo, un chauffeur retraité, et de Bernadette Zoungrana, femme au foyer, tous deux d'origine burkinabé,. 
Durant son enfance, il pratique la danse et le théâtre comme passe-temps. C'est au sein du "Ballet municipal de Tiassalé" que sa carrière de danseur débute. 
En 2004, à l'âge de 16 ans , il retourne au Burkina Faso, son pays d'origine, et s'installe à Tanghin-Dassouri, un village près de Ouagadougou, où il poursuit la danse tout en continuant ses études. Son talent est remarqué par des artistes comme Djata Ilébou, Floby, Adèle Rouamba, Wendy, Idak Bassavé, et Dez Altino, qui l'invitent à collaborer sur leurs clips.
Parallèlement, il rejoint la troupe de théâtre de l'Atelier-Théâtre Burkinabé (ATB),.

## Carrière musicale
Imilo lechanceux commence le DJing en 2005 sous le nom de DJ Imilo. Quand ses parents n'ont plus les moyens de payer ses études, il commence à jouer dans des maquis et à faire des spectacles. Après avoir participé à plusieurs concours, il rejoint en 2009 le groupe Les Villageois avec trois autres DJs: Baby, Tabaly et Zino,. Il économise pour enregistrer son premier single, "Mot-de-Passe", arrangé par Serge Beynaud. La chanson devient populaire après sa diffusion à la mi-temps d’un match de la Coupe d'Afrique des Nations 2010, ce qui l’ouvre des opportunités auprès des  promoteurs. 

### Début d’une carrière solo
À la fin de 2011 et début 2012, "Mot de passe" devient un gros succès dans les boîtes de nuit et les médias, et se classe en tête des hits. C’est à cette période qu'il prend le nom d'Imilo Lechanceux,.
En 2019, après la mort de DJ Arafat, Imilo Lechanceux participe à la commémoration de l'artiste. Il se produit aussi dans des festivals avec  Floby, Dez Altino et Hawa Boussim, et collabore avec des arrangeurs ivoiriens comme  Bebi Philip et Serge Beynaud,,.
Il a tourné en Afrique de l'Ouest, en Europe, au Canada et aux États-Unis,. 
En 2020, il perd Yannick Sankara, son manager. 
Imilo Lechanceux collabore avec de nombreux artistes, notamment le groupe Révolution, DJ Mix ainsi qu'avec des joueurs de football comme Bertrand Traoré. Il commémore actuellement ses 10 ans de carrière à Ouagadougou et Bobo-Dioulasso. Il prévoit également d'organiser des événements similaires à Abidjan et en Europe.
Le 28 février 2021, il sort son quatrième album, baptisé "Intégration", avec une touche artistique africaine.

## Discographie

### Albums
- 2013: En Voici 1
- 2015: Dieu est ma force

### Singles
- 2015: Soutiens les Étalons
- 2015: Wassa Wassa («Fait Rapidement, Fait Bien» en dioula) (produit par Bebi Philip)
- 2015: Talaba (produit par Bebi Philip)
- 2016: Attrapez Attrapez
- 2016: Qui a Dit (featuring Révolution)
- 2017: Une Minute au Village[15]
- 2017: Warb Nooma
- 2017: On Aime Ça[16]
- 2018:Elle Me Rend Dingue
- 2018: Soukini
- 2019: M'Nonga Fo («Je t'aime» en Mòore) (featuring Chidinma)[17]
- 2019:Pintinclin (featuring Safarel Obiang)
- 2021: Attegban (featuring Sidiki Diabaté)
- 2022: Caterina
- 2023: hommage à Bertrand TRAORE[18],[19]
- 2023: Polongo Palanga[20]
- 2024: Soutien aux étalons "Taper dedans"[21](featuring Dj Domi, Aicha trembler, Reman, Blem, Francky Degam et Princesse Traoré)
- 2024: Fitness

## Distinction
2017: Kundé d'or,
2017: Kundé de l'artiste le plus joué en discothèque
2017: Kundé du meilleur clip vidéo
2015: Meilleur artiste de l'année aux Cool Online Awards
2015: Artiste de l'année aux FAMA